# El valle de la paz
El valle de la paz (esloveno: Dolina miru) es una película de guerra yugoslava (eslovena) de 1956 dirigida por France Štiglic. Estuvo en competencia en el Festival de Cine de Cannes de 1957, donde John Kitzmiller recibió el premio al Mejor Actor por su papel del sargento Jim. 
La película fue seleccionada para su proyección como parte de la sección Cannes Classics en el Festival de Cine de Cannes 2016.

## Sinopsis
Durante la Segunda Guerra Mundial, unos niños huérfanos de la guerra huyen del orfanato en busca de un mítico "Valle de la Paz". En el camino se encontrarán con un piloto norteamericano de color que se ha estrellado con su avión detrás de las líneas enemigas. 

## Reparto
- John Kitzmiller como el sargento Jim
- Evelyne Wohlfeiler como Lotti
- Tugo Štiglic como Marko
- Boris Kralj como Sturmführer
- Maks Furijan como Scharführer
- Janez Čuk como Leader
- Franjo Kumer como el soldado alemán
- Polde Dežman como el comisario
- Pero Škerl como el comandante
- Rudi Kosmač